# 铠甲-S1导弹
铠甲-S1（俄语：Панцирь-С1，北约代号：SA-22灰狗）是一套俄羅斯生產的弹炮合一防空系統，為取代前代2K22「通古斯卡」系統而設計。其具有单车行进间独立作战能力，使用相控阵雷达的目标获取与跟踪，由飛彈和高射砲兩套武器一體組裝構成並由同一雷達控制。實戰應用於伴随坦克团、摩托化步兵团行进並為其提供防空服務。理論射程達半徑30公里、高度15000米，近防雷達有效半徑5公里，可以同時追踪4個目標。

## 實戰應用
敘利亞內戰時期俄羅斯將其部屬至敘的空軍基地，防禦駐紮在當地與敘政府軍聯合作戰的俄羅斯特遣軍，2017年底發生土製無人機群攻擊事件，铠甲-S1表現傑出將所有攻擊物體擊落。其2017年戰果被中國中央電視台於專題報導中首度披露，共擊落18個目標，包含三枚火箭彈、兩個偵查氣球、一個煤氣桶改裝的迫擊砲彈、三架以色列製蒼鷺無人機、美國RQ-21無人機、土耳其拜卡「旗手」TB2無人機、一架大疆民用改裝無人機，以及年底事件中的六架土製無人機。
在第二次利比亞內戰，哈夫塔爾部隊從埃及和阿聯酋獲得出口版的铠甲-S1防空系統，部份被土耳其拜卡「旗手」TB2無人機成功摧毁。
在俄羅斯入侵烏克蘭中，有多輛鎧甲-S1進入前線戰場，但因為剛好遇到冬季轉春季，而且戰場路型多為野地，有鎧甲-S1因車輪子卡在泥濘中無法離開戰場，而被乌克兰武装部队俘獲。據獨立監測組織Oryx稱，俄羅斯截止2025年6月至少損失了30多組鎧甲-S1。
瓦格納集團兵變中，瓦格纳集团出動鎧甲-S1為其部隊提供防空掩護。
阿塞拜疆航空8243号班机空难中，一架阿塞拜疆航空的 Embraer 190 客机（航班号8243，原定从巴库飞往格罗兹尼）在北高加索地区格罗兹尼附近上空被俄罗斯的Pantsir系统误击，导致飞机改道并在哈萨克斯坦阿克套国际机场附近坠毁。

## 型号

### 铠甲-SM
“铠甲-SM”射程变大，由20公里增加到40公里，雷达最大探测距离由36公里增加到75公里。还可以將4发迷你导弹装备在1个正常大小导弹发射筒内，专门用于对付四轴无人机、炮弹和简易无人机。

### 铠甲-SMD
在“军队-2024”论坛上首次亮相，特点是取消了30毫米火炮，配备了探测距离45公里的新型全景雷达，并能够使用四联装TKB-1055微型导弹。
TKB-1055导弹可打击500米至7000米范围内、15米至5000米高度的小型无人机。该系统模块最多可携带48枚TKB-1055火箭弹。

## 照片

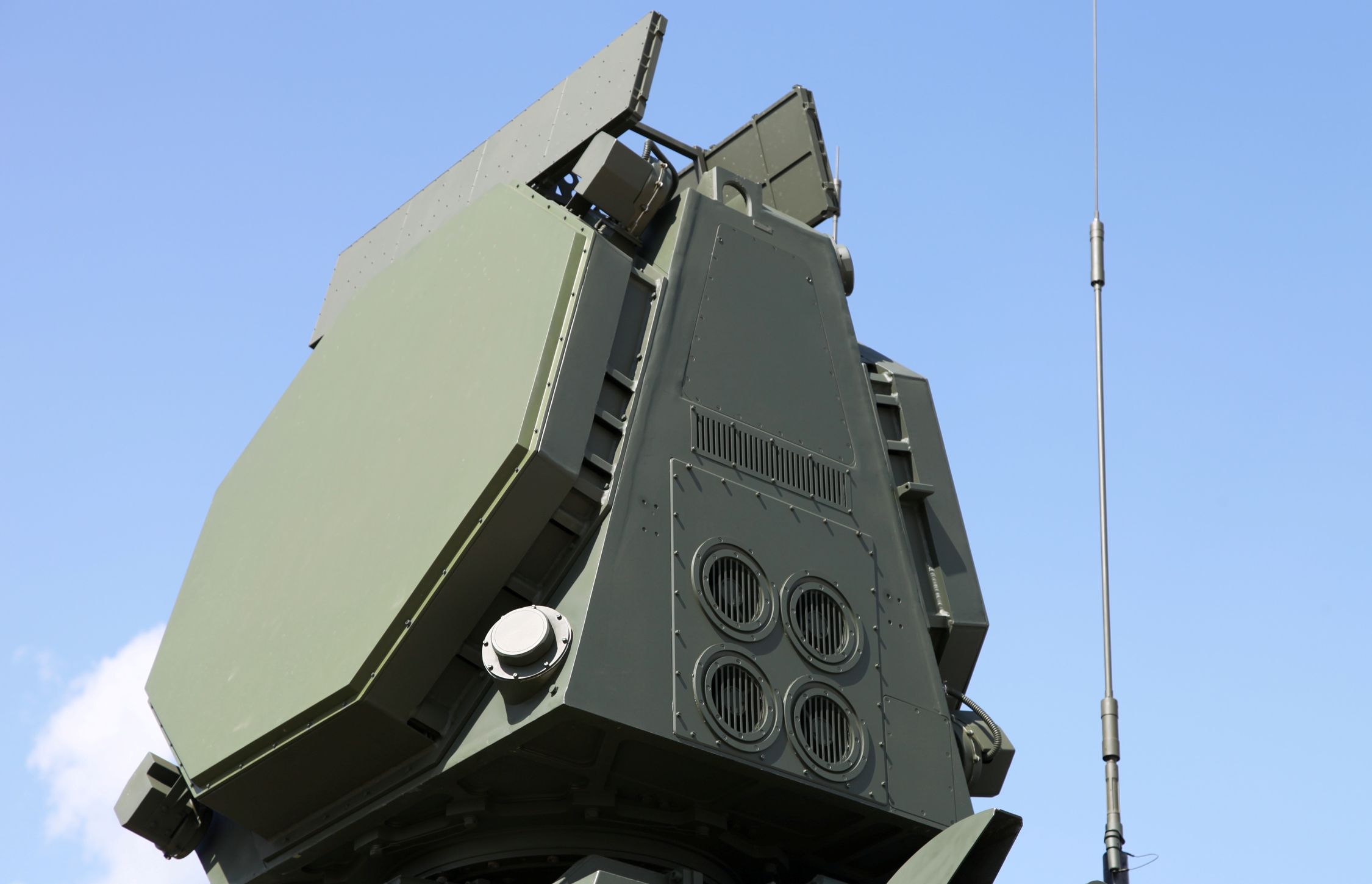
鎧甲-S1內建的S波段對空搜索雷達
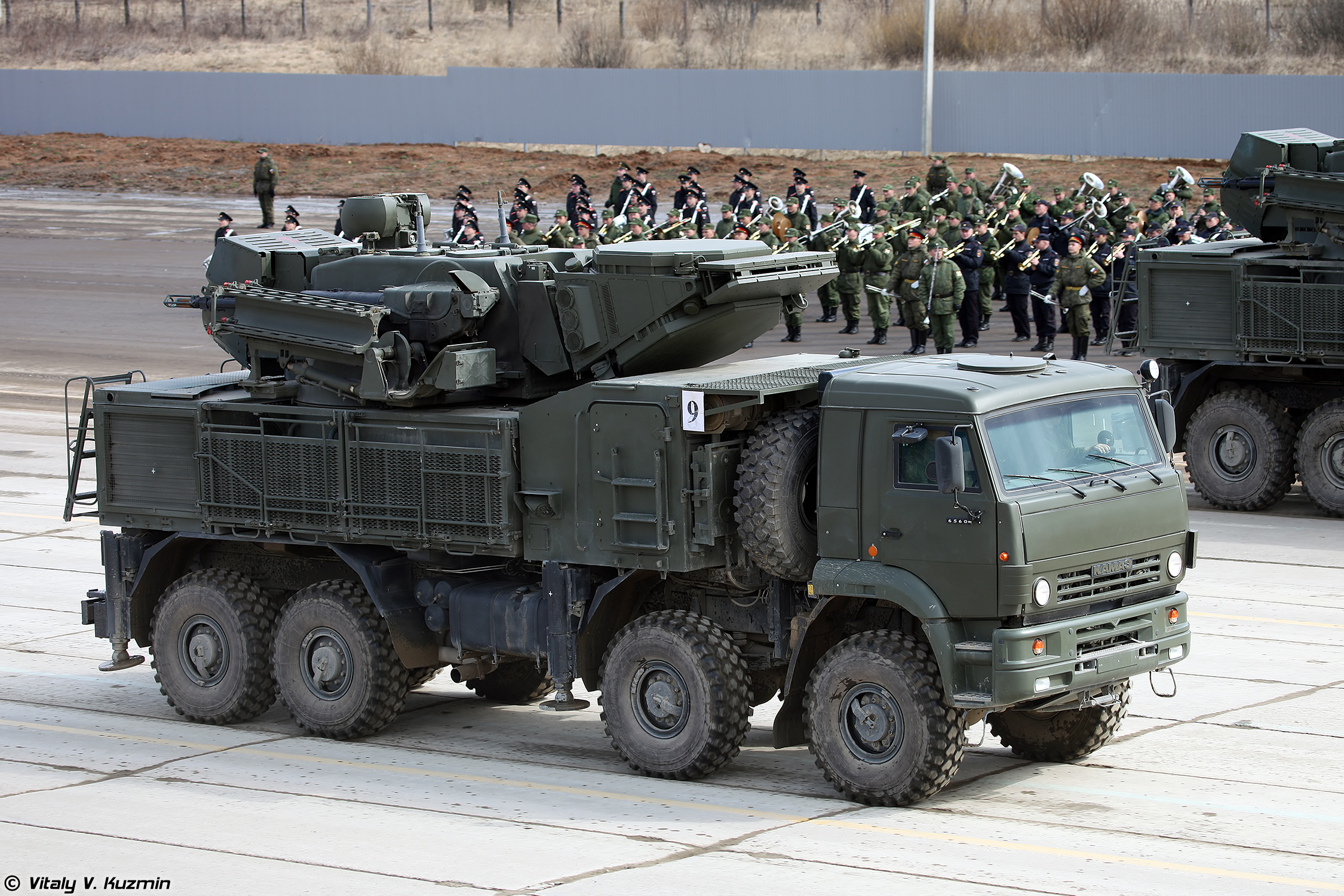
收起S波段對空搜索雷達的鎧甲-S1
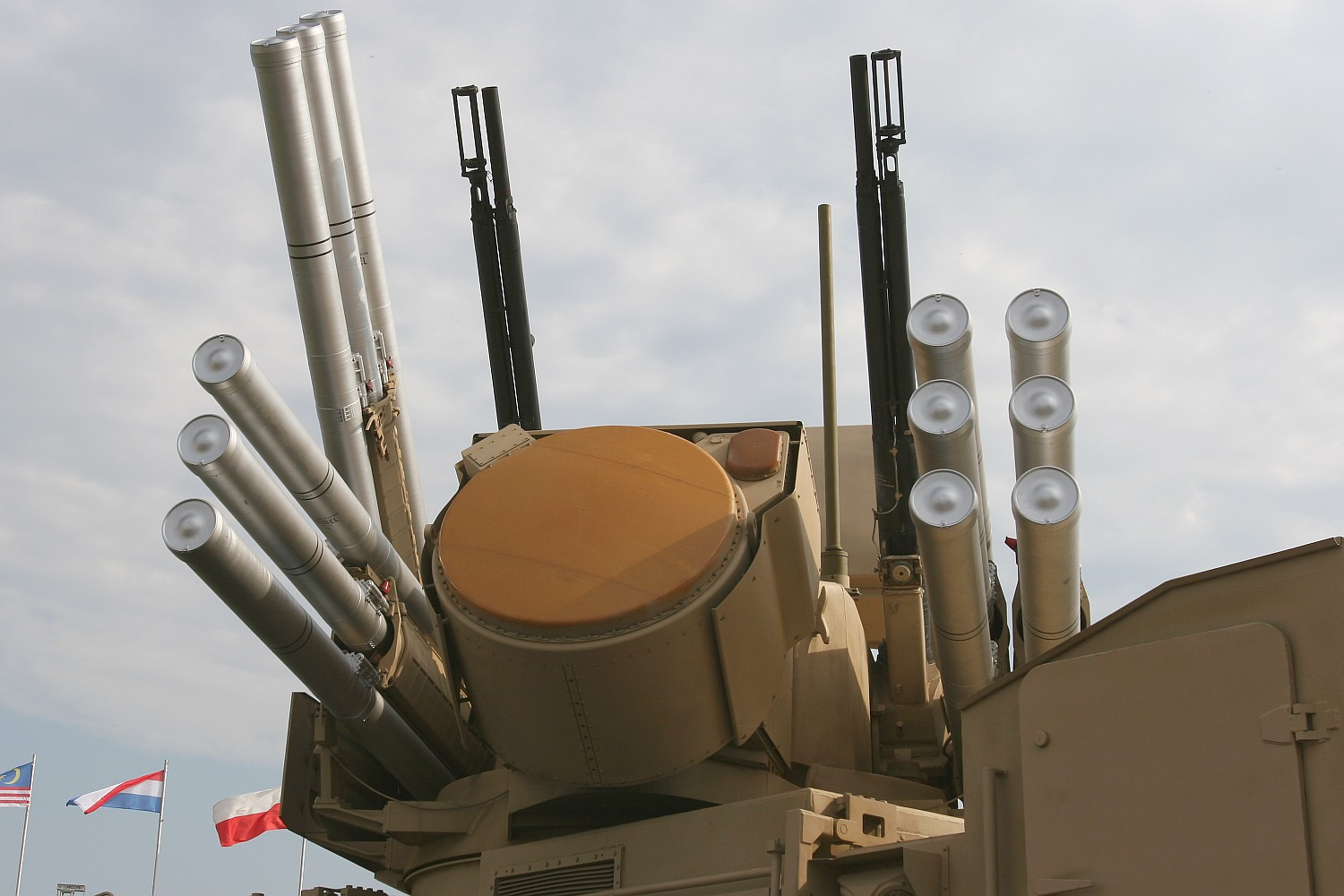
鎧甲-S1的照明雷達
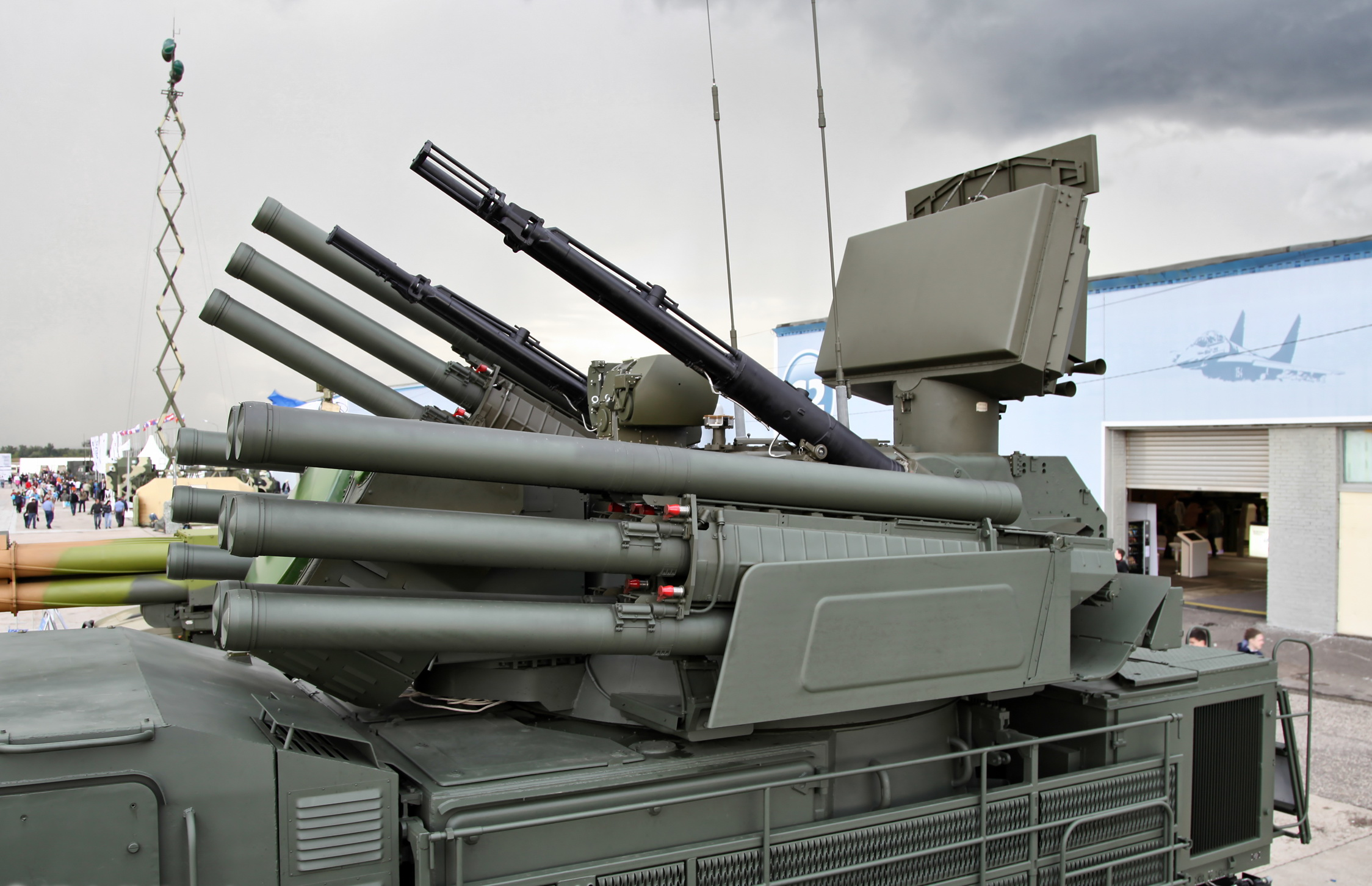
鎧甲-S1的57E6短程防空飛彈展開狀態
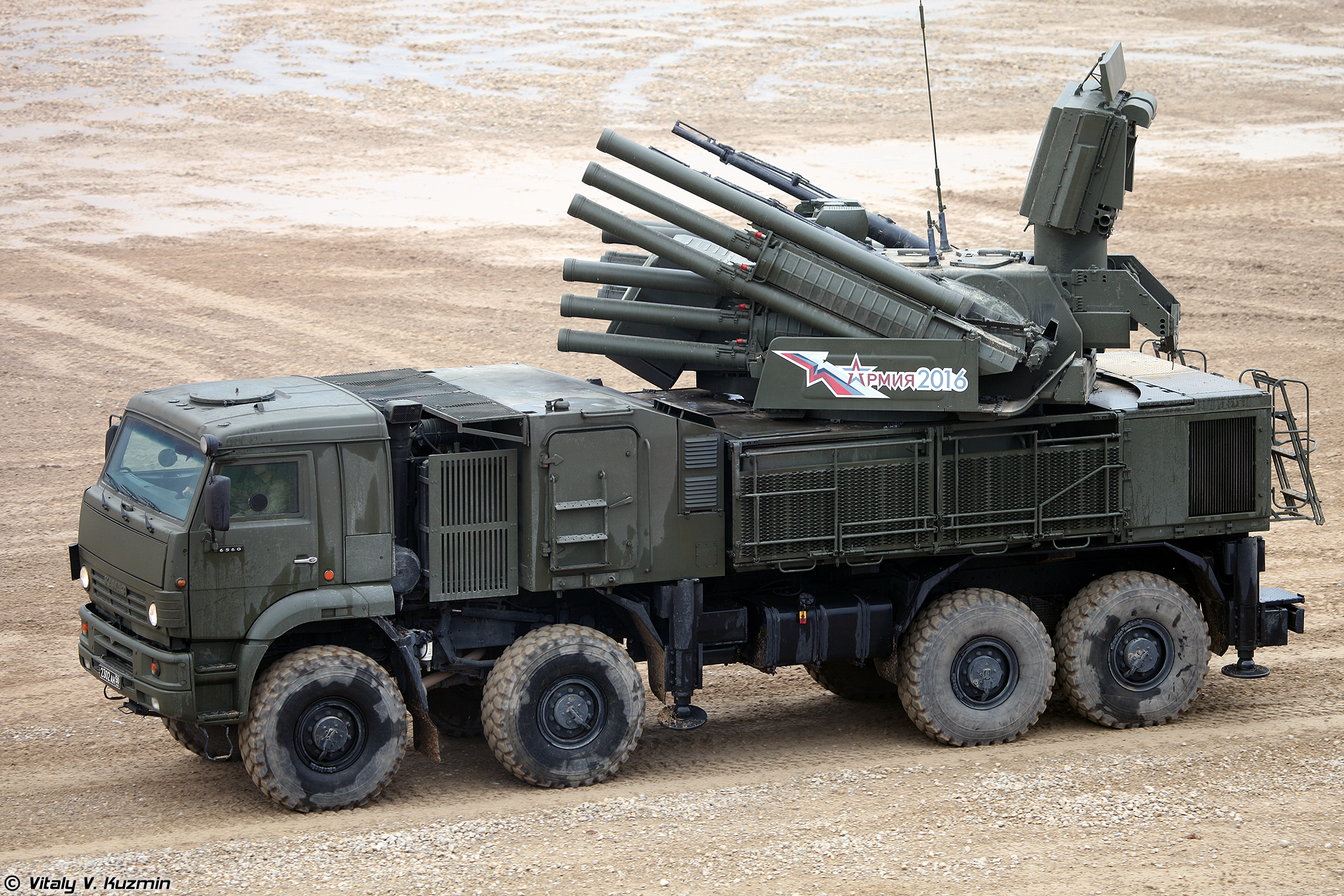
正在搜索空域的鎧甲-S1
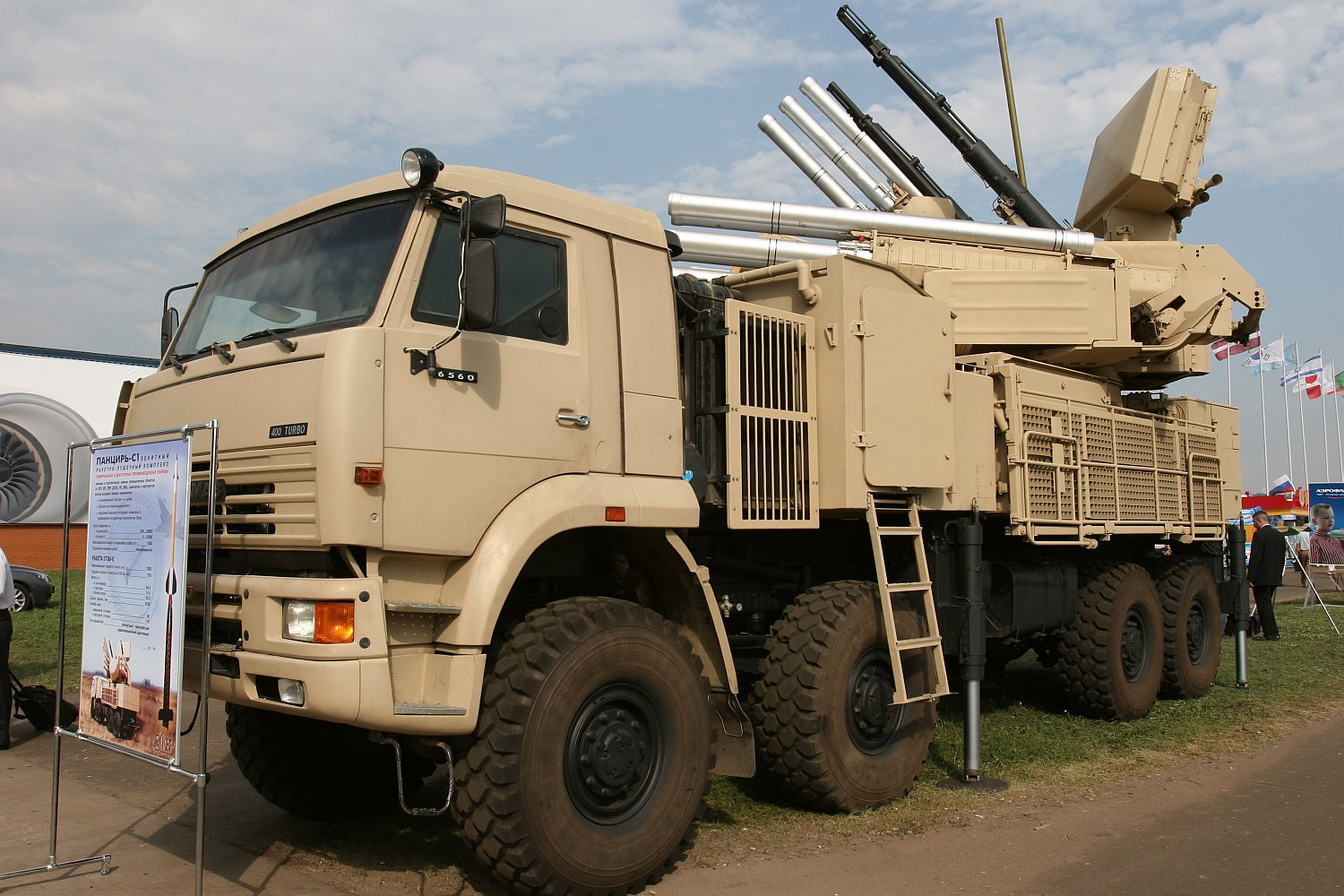
中東國家的鎧甲-S1外銷版沙漠迷彩塗裝
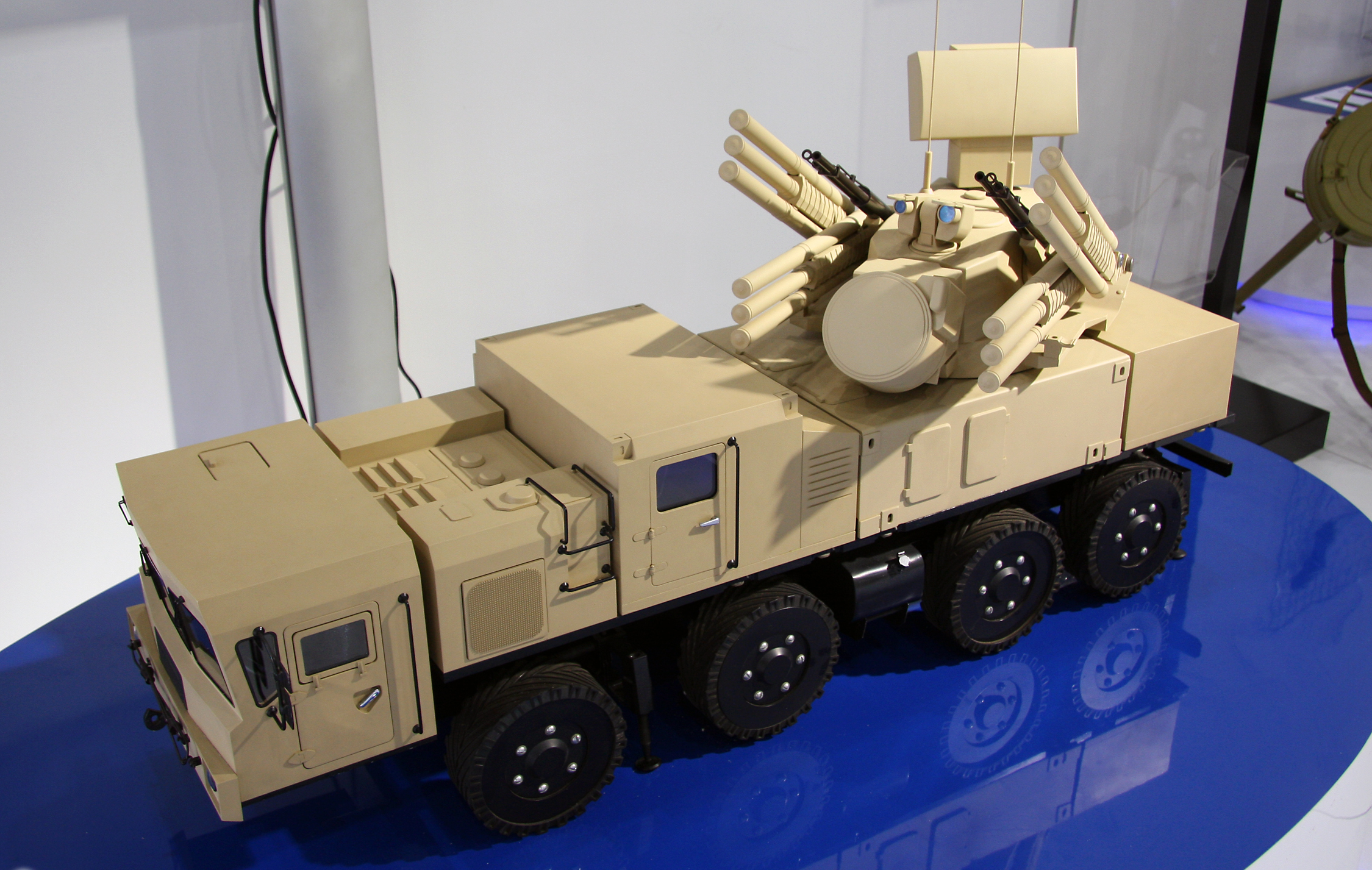
中東版的鎧甲-S1模型
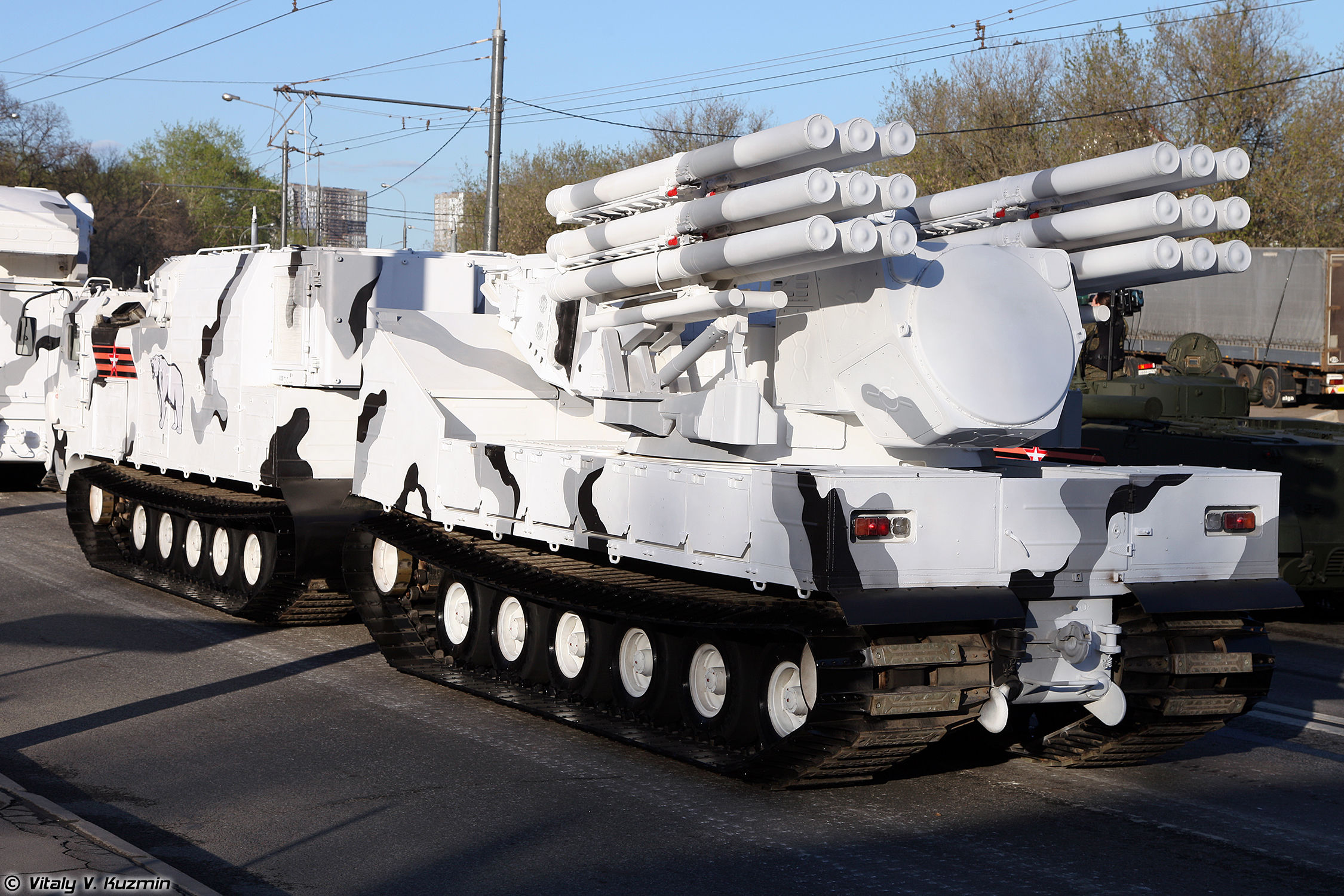
使用DT-30全地形車（英语：Vityaz (ATV)）為底盤的鎧甲-S1
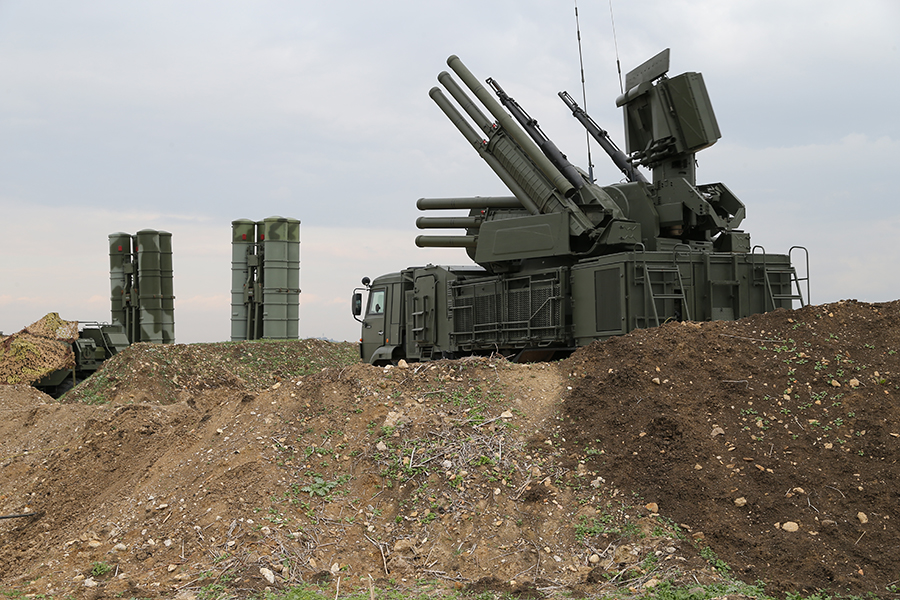
部屬於掩體中的鎧甲-S1（右）與S-400（左）
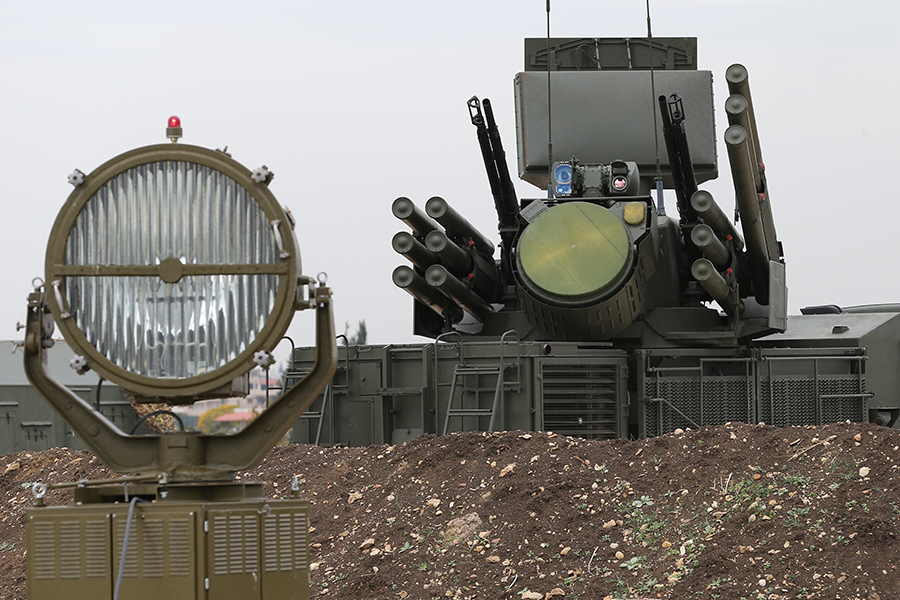
部屬於掩體中的鎧甲-S1
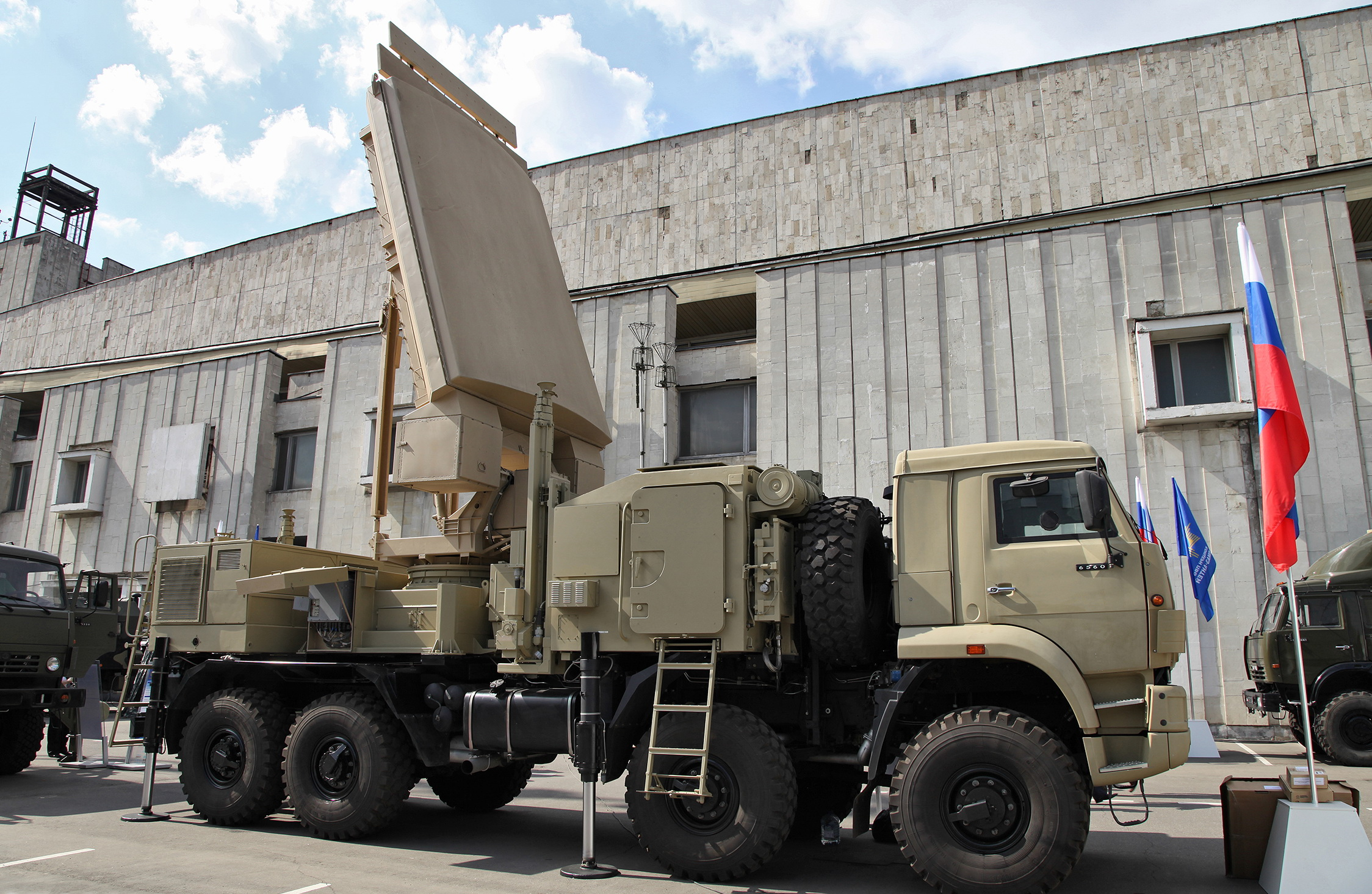
鎧甲-S1可外配RL-123E雷達車增強搜索與防禦範圍
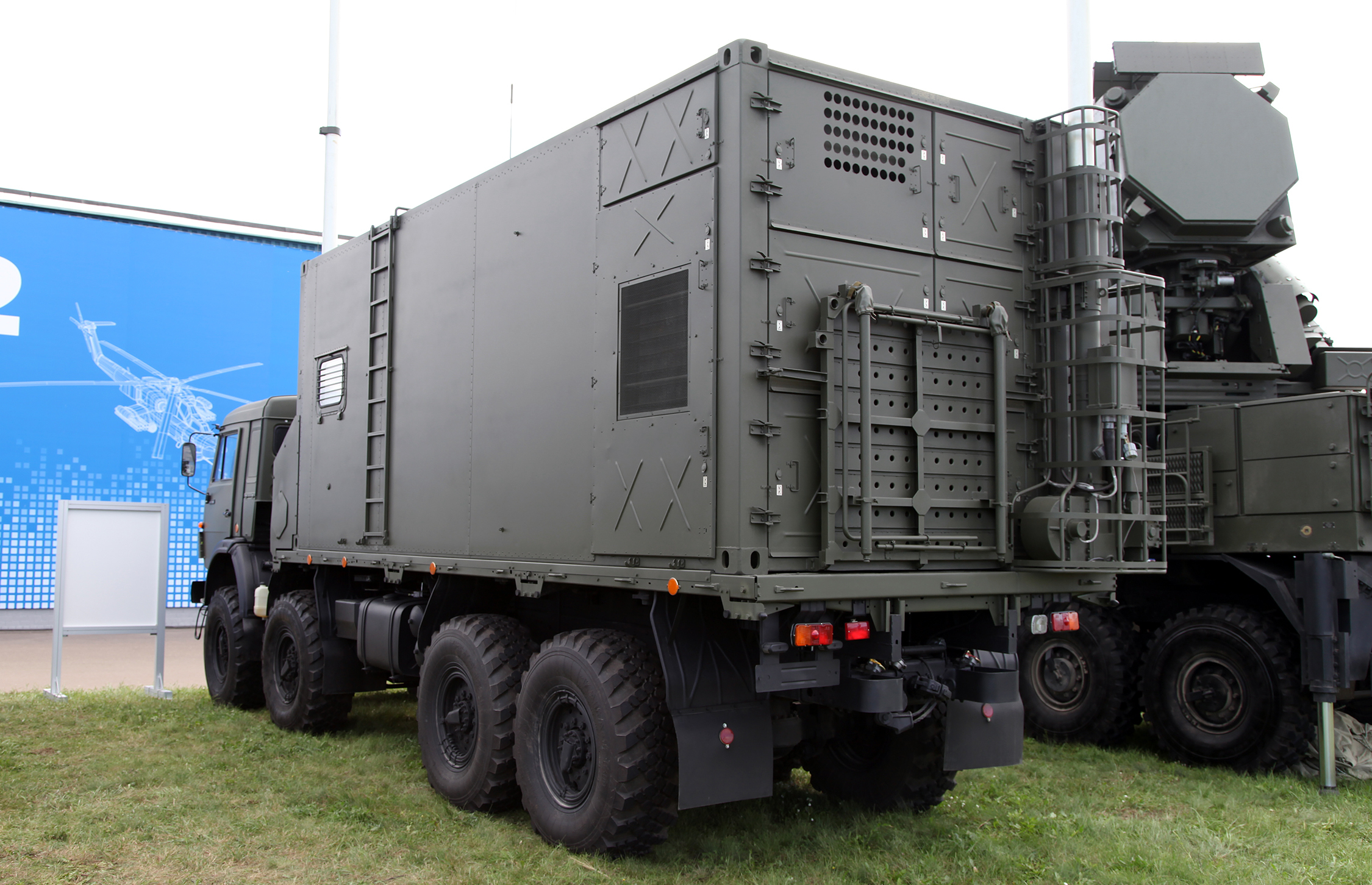
鎧甲-S1的射擊指揮車

### 导弹
57E6-E型雙節固體燃料飛彈，20公斤高爆彈頭，時速2.3馬赫。

### 高射炮
- 型号: 2A38M
- 类型: 双管高射炮
- 口径: 30 mm
- 最大射速: 2,500 发/分钟/管
- 初速: 960 m/s
- 弹头重量: 0.97 kg
- 备弹量: 700发/管
- 最小射程: 0.2 m
- 最大射程: 4 km
- 最小射高: 0 m
- 最大射高: 3 km